# 在ホーチミン日本国総領事館
在ホーチミン日本国総領事館（ベトナム語：Tổng Lãnh sự quán Nhật Bản tại Thành phố Hồ Chí Minh / 總領事館日本在城庯胡志明、英語: Consulate-General of Japan in Ho Chi Minh City）は、ベトナム最大の都市ホーチミン（旧・サイゴン）に設置されている日本の総領事館である。
日本の在ホーチミン総領事館は1992年に開設されたが、第二次世界大戦中には在サイゴン総領事館が、1955年から1976年にかけてはサイゴンに在南ベトナム大使館が置かれていた。

## 歴史
- 遅くとも1941年6月までに、在サイゴン日本帝国総領事館（在西貢日本帝国総領事館）および在ハノイ日本帝国総領事館が設置されている[2]
- 1940年9月、大日本帝国がヴィシー政権フランス国からの事前合意を得た上でフランス領インドシナ（仏印）北部に進駐する[6]
- 1941年7月、大日本帝国がフランス国からの事前合意を得た上で仏印南部に進駐する[6]
- 1944年8月25日、ヴィシー政権フランス国の後ろ盾であったナチス・ドイツが連合軍の攻勢を支え切れなくなってパリを放棄する（パリの解放）[7]
- 1944年9月9日、シャルル・ド・ゴールを首班とするフランス共和国臨時政府が成立する[8]
- 1945年3月9日、大日本帝国がフランスとの協力関係を破棄して明号作戦を発動し、5月15日までにベトナムを含むインドシナ半島全域からフランス勢力を一掃する[9]
- 1945年8月15日、第二次世界大戦の敗戦により大日本帝国が崩壊[10]、満州や南樺太、朝鮮半島などとは異なり、インドシナ半島では敗戦まで皇軍が残存[9]
- 1946年4月頃から本格的に在インドシナ日本人の引き揚げが始まり、それから1ヶ月程度で約97％の日本人が内地に帰還[11]、この時までに日本の在ベトナム在外公館も閉鎖されている
- 1952年4月28日、サンフランシスコ平和条約の発効により日本国が独立、ベトナム国（南ベトナム）も同条約締結国のうちの一国だが、ベトナム民主共和国（北ベトナム）は締結国ではない[12]
- 1955年7月1日、南ベトナムの首都サイゴンに在南ベトナム日本国大使館（ベトナム語：Đại sứ quán Nhật Bản tại Việt Nam Cộng hòa / 大使館日本在越南共和、英語: Embassy of Japan in South Vietnam）を設置することが定められる[3]
- 1955年10月26日、ベトナム南部でベトナム国に代わってベトナム共和国（南ベトナム）が成立したが[13]、日本との国交は継承されて大使館も存続
- 1973年9月21日、日本が共産主義国のベトナム民主共和国（北ベトナム）を国家として正式に承認し、両国の外交関係が開設される[14]
- 1974年5月27日、ハノイに在北ベトナム日本国大使館を設置することが定められる[15]
- 1975年4月30日、南ベトナム解放民族戦線（ベトコン）が南ベトナムの首都サイゴンを陥落させ、共産主義勢力の主導によるベトナム統一が確定事項となった[16]
- 1975年5月1日、共産ベトナム建国の父ホー・チ・ミンにちなんで、サイゴンがホーチミンに改称される[17]
- 1975年6月27日、最後の在南ベトナム日本国大使人見宏がサイゴンを発って帰国したが、日本国大使館は存続[18]
- 1975年10月11日、ハノイの在北ベトナム日本国大使館が開設される[18]
- 1976年7月、北ベトナムが南ベトナムを吸収する形でベトナムが統一され、国名がベトナム社会主義共和国に改称される[14]
- 1976年11月6日、法改正によりサイゴンの在南ベトナム日本国大使館が正式に廃止される[4]
- 1992年3月31日、在ホーチミン日本国総領事館の開設が定められる[1]

## 住所
| 日本語     | ホーチミン市3区ディエンビエンフー261番地   |
| ベトナム語 | 261 Điện Biên Phủ, Quận 3, Tp. Hồ Chí Minh |

## 管轄地域
ホーチミン市を管轄。